# Lences
Lences, también conocido como Lences de Bureba, es una localidad situada en la comarca de La Bureba, provincia de Burgos, comunidad autónoma de Castilla y León (España). Pertenece al partido judicial de Briviesca, y es una localidad pedánea del ayuntamiento de Poza de la Sal. 
En la actualidad, el ayuntamiento ha tomado la iniciativa para impulsar el turismo en el pueblo, dotándolo de un Centro de Turismo Rural, el cual aparte de alojamiento, también dispone de bar y restaurante. Es importante mencionar que dispone de numerosas zonas de ocio, así como una presa para el disfrute de los bañistas, ríos en un excelente estado de conservación y recientemente se ha creado un extraordinario mirador, desde el que se puede observar el pueblo y sus alrededores desde una preciosa perspectiva aérea. 
El pueblo también es un gran atractivo turístico por sus numerosos cotos de caza mayor y menor, los cuales atraen a cientos de cazadores a lo largo del año, siendo el Centro de Turismo Rural un atractivo lugar donde hospedarse. Por otra parte, es importante recalcar el puente medieval situado a la entrada del pueblo, el cual le da un aspecto clásico y pintoresco al pueblo. Por último, también de gran belleza e interés la iglesia de origen románico, este edificio histórico es la principal atracción turística del pueblo. Finalmente, hay que nombrar la ermita que está situada a las afueras del pueblo, edificio de origen románico también. Aunque este edificio se encuentra medio derruido actualmente y ha perdido gran parte de su belleza y su valor.

## Geografía
Bañada por el río Homino y su afluente el arroyo Torca , situada aguas abajo de Arconada al este de La Bureba. Limita con las localidades de Poza de la Sal, Castil de Lences, Llano, Hermosilla y Carcedo.

## Comunicaciones
Situado en la carretera de Poza BU-V-5021 en su cruce con la también local BU-V-5022 que conduce a Castil de Lences.

## Situación administrativa
Entidad Local Menor cuyo alcalde pedáneo es Serafin.

## Comunicaciones
- Carretera: Provincial conocida como carretera de Poza.
- Ferrocarril: Hasta el cierre de la línea en 1985, el municipio contaba con una estación del ferrocarril Santander-Mediterráneo.
- Autobús: Línea Burgos - Padrones.

## Historia
La Villa de Lences se encuadraba en la cuadrilla de Rojas, una de las siete en que se dividía la Merindad de Bureba, perteneciente al partido de Bureba., jurisdicción de señorío ejercida por el Conde de Lences, Marqués de Mortara, quien nombraba su regidor pedáneo.
A la caída del Antiguo Régimen quedó constituida como ayuntamiento constitucional del mismo nombre en el partido Briviesca, región de Castilla la Vieja, contaba entonces con 146 habitantes.
En 1978 se integra en Poza de la Sal, contando entonces con una extensión superficial de 20.40 km², 40 hogares y 126 habitantes.

### Descripción en el Diccionario Madoz
Así se describe a Lences en el tomo X del Diccionario geográfico-estadístico-histórico de España y sus posesiones de Ultramar, obra impulsada por Pascual Madoz a mediados del siglo XIX:

LENCES: villa con ayuntamiento en la provincia, diócesis, audiencia territorial y capitanía general de Burgos (8 leguas), partido judicial de Briviesca (3 ½). Está situada en llano bien ventilado en todas direcciones. Se compone de 48 casas de un solo piso que forman cuerpo de población, construidas sin orden y con una distribución interior que ofrecen pocas comodidades; tiene una escuela de primeras letras concurrida por 22 alumnos de ambos sexos, cuyo maestro, que desempeña también el cargo de sacristán, está dotado con 25 fanegas de trigo y algún otro pequeño emolumento; iglesia parroquial (Santa Eugenia) servida por un cura párroco, un beneficiado entero y un sacristán; 2 ermitas en muy buen estado fuera de la población bajo las advocaciones de San Juan y Nuestra Señora de Montes Claros; ambas son reducidas y de una sola nave, pero aseadas; un cementerio inmediato a la villa, ventilado y cercado con pared; casa consistorial que sirve también de local para la enseñanza y otras cosas del común; y por último una fuente de cuyas aguas, que son excelentes y saludables, se surten los vecinos para beber y demás usos, verificándolo igualmente de las del río que pasa contiguo a la villa. El terreno participa de monte y llano, siendo en general pedregoso y de secano, pero productivo; cruzan por él 2 ríos titulados las Presas y Homino, de los cuales el primero nace en Arconada a la parte occidental y después de correr como 5/4 de legua, se incorpora al segundo, pasando juntos inmediatos al pueblo que se describe que se halla sobre su derecha; su caudal es perenne aunque escaso, habiendo en ellos 3 pontones de un solo arco; sus aguas dan impulso a un molino harinero, utilizándose además para el riego de los linares que se encuentran a sus márgenes; al NO del término, se halla un monte llamado Arenales poblado de encinas, robles y algunas malezas, teniendo ¾ de legua de largo y 1 de ancho, el cual se enlaza con el de Poza; de él se proveen de leña los vecinos para el carboneo y demás necesario. Caminos: todos son de herradura y dirigen a los pueblos limítrofes. Producciones: trigo, cebada, centeno y toda clase de cereales, legumbres, lino, frutas y vino chacolí; ganado lanar, vacuno, caballar y cabrío; y caza de perdices y liebres. Industria: la agrícola, un molino harinero y algunos telares en los que se fabrican telas ordinarias de lino y lana. Población: 38 vecinos, 146 almas. Capital productivo: 750.500 reales. Imponible: 75.444. Contribución: 3879 reales 1 maravedí. El presupuesto municipal asciende a 900 reales y se cubre con los productos de propios y arbitrios.
Diccionario geográfico-estadístico-histórico de España y sus posesiones de Ultramar

## Demografía
| Gráfica de evolución demográfica de Lences entre 1842 y 1970 |
| |
| Población de derecho según los censos de población del INE Población de hecho según los censos de población del INEEntre el censo de 1981 y el anterior, este municipio desaparece porque se integra en el municipio Poza de la Sal. |

En el censo de 1950 contaba con 215 habitantes de derecho, reducidos a 31 en el padrón municipal de 2023.

## Patrimonio
La localidad dispone de dos puentes que salvan el río Castil. Uno de origen medieval del tipo "lomo de asno" y otro anejo que se corresponde con la actividad ingenieril decimonónica, hacia finales del siglo XIX.

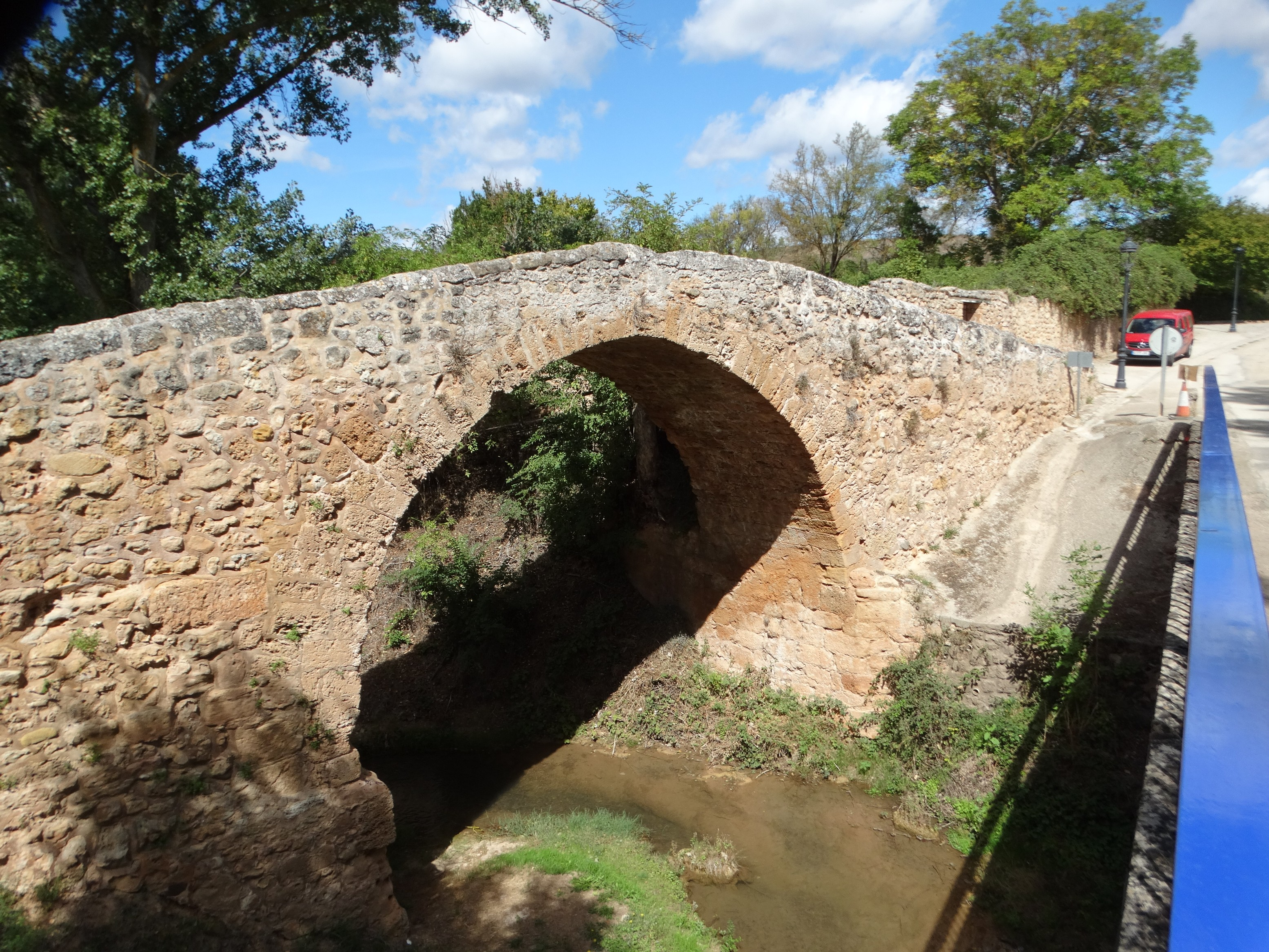
Puente de Lences de Bureba
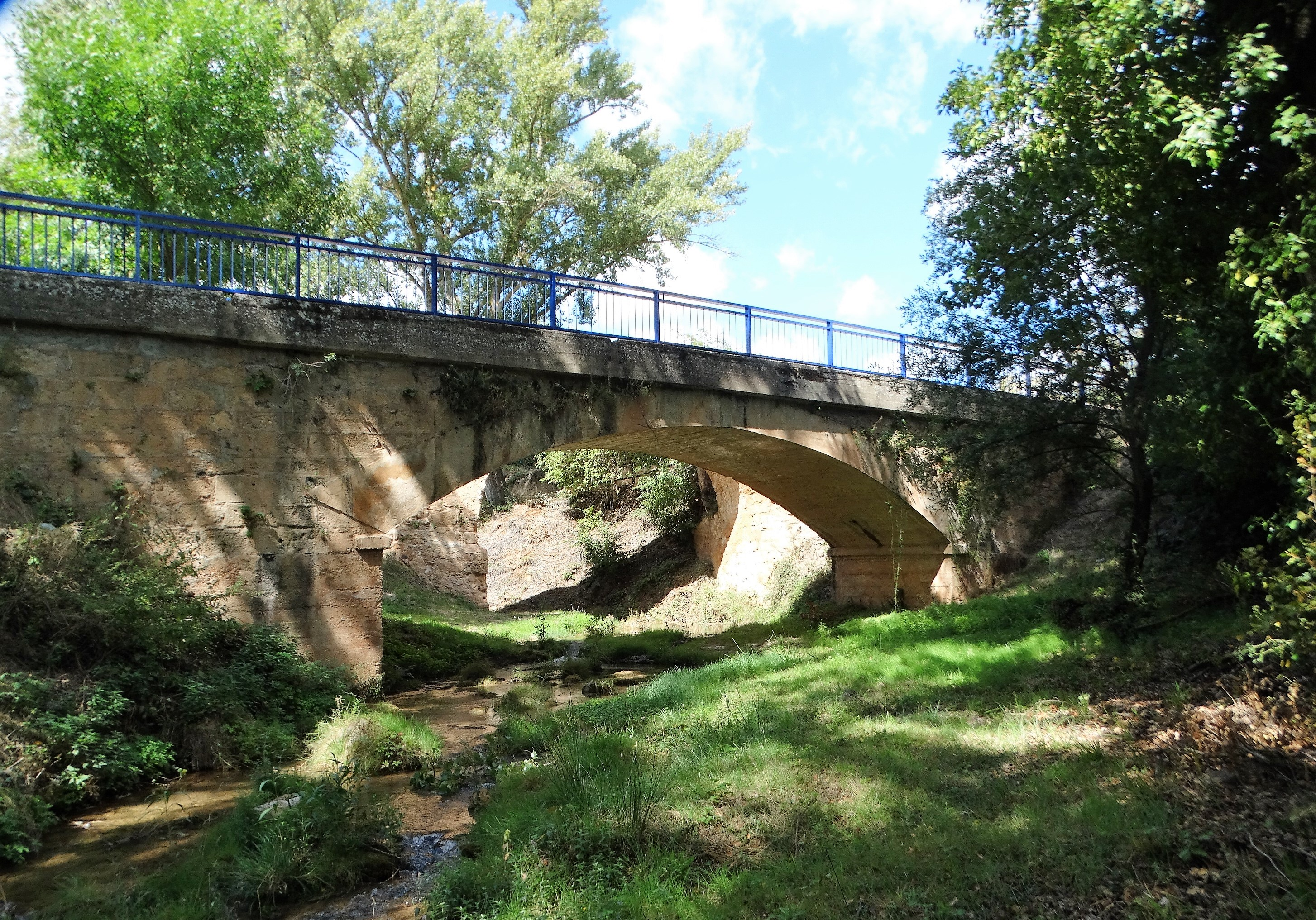
Puente Nuevo de Lences de Bureba
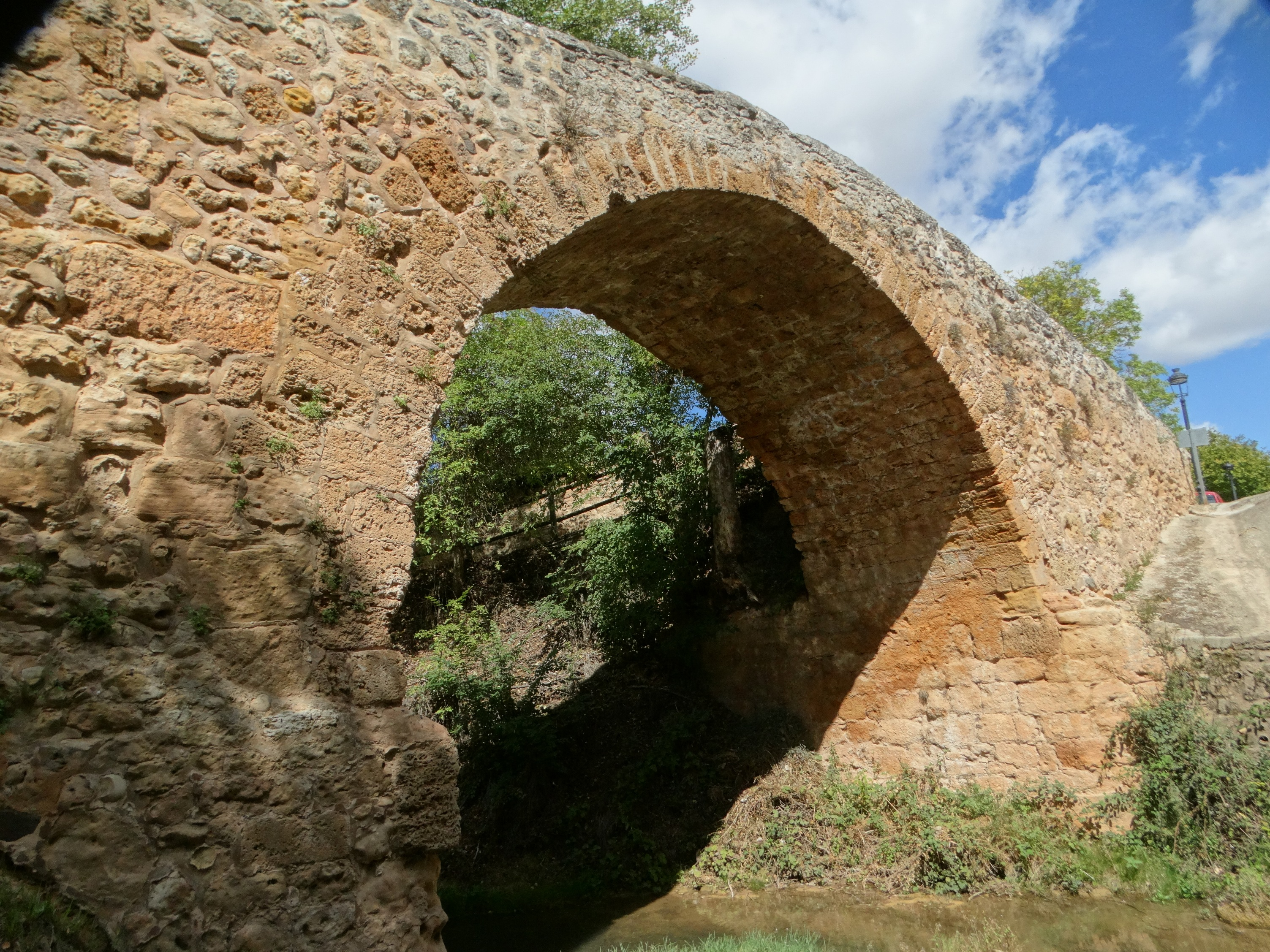
Puente de Lences de Bureba
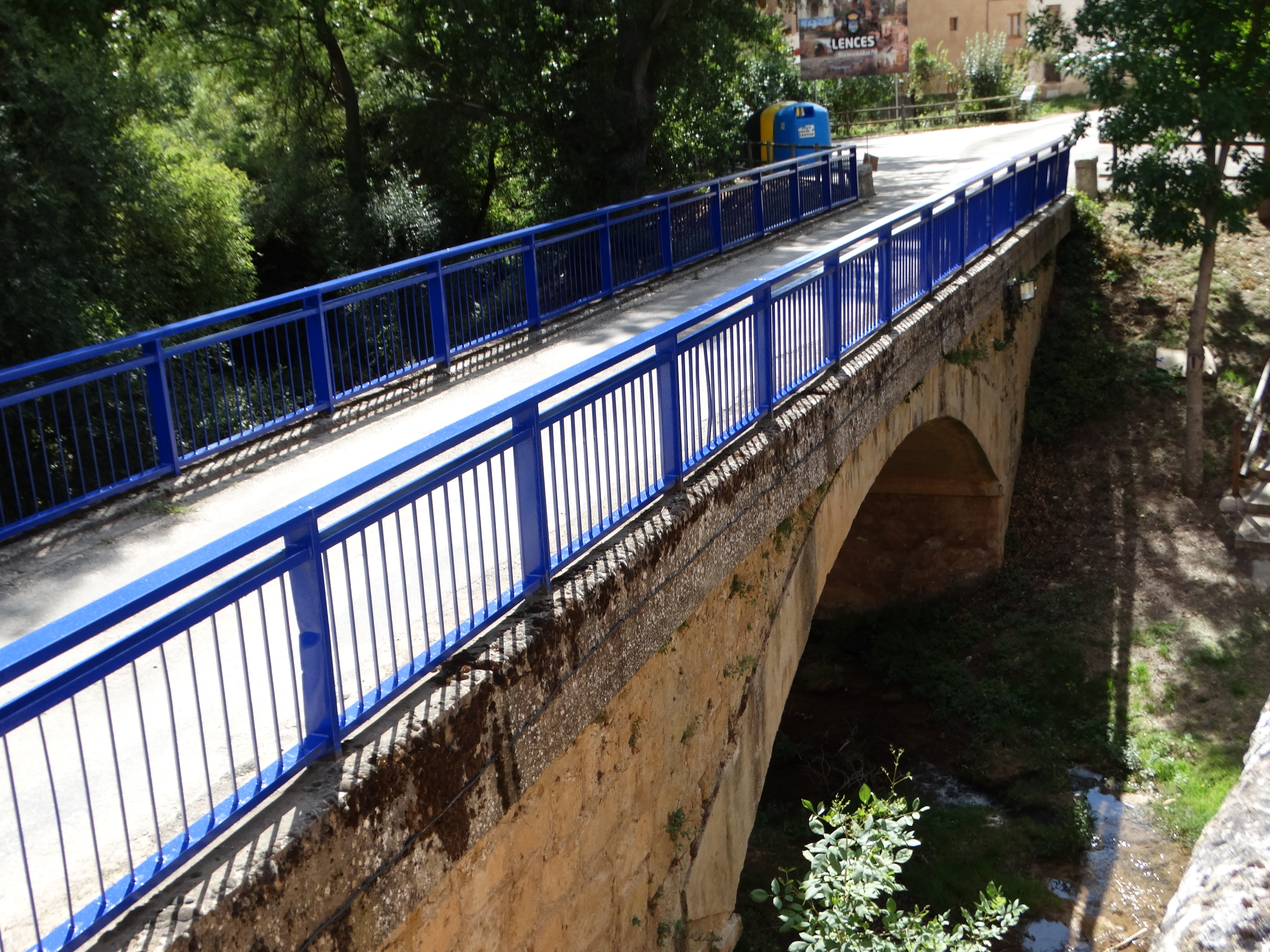
Puente Nuevo de Lences de Bureba

## Parroquia
Iglesia de Santa Eugenia, dependiente de la diócesis de Burgos.